# Amanda Babaei Vieira
Amanda Babaei Vieira (anhörenⓘ * 27. Oktober 1991 in Hildesheim) ist eine deutsche Schauspielerin.

## Leben
Amanda Babaei Vieira wuchs dreisprachig in Hildesheim auf. Ihr Vater wurde in Rio de Janeiro, Brasilien geboren, ihre Mutter ist Iranerin. Sie spielte zwischen 2013 und 2023 als Gast in diversen Inszenierungen am Deutschen Schauspielhaus Hamburg.
Weitere Engagements führten sie an das Volkstheater Wien, wo sie im Rahmen der Wiener Festwochen in dem Stück Wir Hunde von SIGNA spielte. Die Inszenierung gewann den Nestroy-Spezialpreis 2016 und wurde in verschiedenen wissenschaftlichen Publikationen besprochen. Am Nationaltheater Mannheim spielte sie in der Performance-Installation Das Heuvolk im ehemaligen Benjamin-Franklin-Village. Für ihre Rolle in Das Halbe Leid am Deutschen Schauspielhaus Hamburg wurde sie als Nachwuchsschauspielerin des Jahres 2018 nominiert.
Sie arbeitete auch als Co-Regisseurin der Aktionskunst-Performance Das Revier, die 2022 auf Kampnagel Premiere feierte.
Mit dem Stück Die Ruhe in der Regie von Signa Köstler am Deutschen Schauspielhaus Hamburg wurde sie zum Theatertreffen 2022 eingeladen. Für ihre Darstellung erhielt Amanda Babaei Vieira zwei Nennungen als Nachwuchsschauspielerin des Jahres 2022.
Die Inszenierung Woyzeck vom Theater an der Ruhr, an der Amanda Babaei Vieira als Co-Autorin und Schauspielerin beteiligt ist, wurde zum Fast Forward Festival am Staatsschauspiel Dresden eingeladen.
An der Volksbühne Berlin spielte sie in Golda Bartons Sistas!, einer Adaption von Anton Tschechows „Drei Schwestern“. Für die Rolle Natty wurde Amanda Babaei Vieira 2023 erneut als Nachwuchsschauspielerin des Jahres nominiert. Golda Barton gewann den Titel der besten Nachwuchsautorin 2023. Das Stück bekam den Publikumspreis des Radikal Jung-Festivals 2023. Es wurde zu den Mülheimer Theatertagen eingeladen, für das Theatertreffen nominiert und in der Theater Heute abgedruckt.
Amanda Babaei Vieira erhielt 2024 den Ulrich-Wildgruber-Preis.

## Theater (Auswahl)
- 2013–2014: Schwarze Augen, Maria, Deutsches Schauspielhaus Hamburg
- 2013–2014: Frühlings Erwachen 2.0, Theater für Niedersachsen
- 2015–2016: Söhne & Söhne, Deutsches Schauspielhaus Hamburg
- 2016: Wir Hunde / Us Dogs, Wiener Festwochen, Volkstheater Wien
- 2017: Das Heuvolk, Nationaltheater Mannheim
- 2017: Zu Ende Spielend, Kraftwerk Bille
- 2017–2018: Das Halbe Leid, Deutsches Schauspielhaus Hamburg
- 2019: The Beast, Regie: (LA)HORDE, Kampnagel
- 2019: Miese Deals. A customer's journey, Kampnagel
- 2019: Det Åbne Hjerte / The Open Heart, Aarhus Festuge
- 2019: Playthings / игрушки, New European Theatre Festival St Petersburg
- 2020: Die Kränkungen der Menschheit, Regie: Anta Helena Recke, Kampnagel
- 2020: STERBEN in Oberhausen, Theater Oberhausen
- 2021: VYRE. Eine immersive Installation, Regie: A.Babaei Vieira, W.Neite, C.Ramm, L.Vetter, Lichthof Theater
- 2021: Sterben, Regie: Kaufmann / Witt, Kampnagel
- 2021–2022: Die Ruhe, Deutsches Schauspielhaus Hamburg, Berliner Theatertreffen
- 2022: Das Revier, Regie: A.Babaei Vieira, W.Neite, C.Ramm, R.Ritterbusch, Kampnagel
- 2022–2025: Sistas!, Volksbühne am Rosa-Luxemburg-Platz
- 2023–2025: Woyzeck, Theater an der Ruhr
- 2023: Das 13. Jahr, Regie: Signa Köstler, Deutsches Schauspielhaus Hamburg
- 2024–2025: Café Populaire Royal, Regie: Nurkan Erpulat, Maxim Gorki Theater Berlin

## Filmografie (Auswahl)
- 2016: Hundsch, komm heim, Regie: Arthur Köstler[27]
- 2019: Lucia, Regie: Mohammad Poori
- 2020: Sex in Deutschland, Regie: Wanja Neite
- 2021: Intermezzos, Regie: Visnja Sretenovic[28]
- 2022: Störung, Regie: Constantin Hatz[29]
- 2023: Atlantis – Das Making-Of, Regie: Meera Theunert
- 2023: Nevermind, Regie: Marie Rabanus
- 2024: Paint, Regie: Alice D'Orazio
- 2024: Rusalki, Regie: Sasha Levkovich
- 2025: Maya & Samar, Regie: Anita Doron
- 2025: Beton, Regie: Linda Stockfleth, Anna Gronostayskaya
- 2025: Identitti, Regie: Randa Chahoud

## Auszeichnungen
- 2016 Nestroy-Spezialpreis
- 2018 Nominierung beste Nachwuchsschauspielerin Theater Heute
- 2020 Reumertpreis beste Performance
- 2022 Nominierung beste Nachwuchsschauspielerin Theater Heute
- 2022 Berliner Theatertreffen
- 2023 Radikal jung – Publikumspreis
- 2023 Nominierung beste Nachwuchsschauspielerin Theater Heute
- 2024 Ulrich-Wildgruber-Preis